# Bijepur
Bijepur es una ciudad censal situada en el distrito de Bargarh en el estado de Odisha (India). Su población es de 6922 habitantes (2011). Se encuentra a 31 km de Bargarh, y a 298 km de Bhubaneswar.

## Demografía
Según el censo de 2011 la población de Bijepur era de 6922 habitantes, de los cuales 3437 eran hombres y 3485 eran mujeres. Bijepur tiene una tasa media de alfabetización del 85,45%, superior a la media estatal del 72,87%: la alfabetización masculina es del 92,38%, y la alfabetización femenina del 78,67%.